# IC 586
IC 586 ist eine linsenförmige Galaxie vom Hubble-Typ S0-a im Sternbild Sextant südlich der Himmelsäquators. Sie ist schätzungsweise 258 Millionen Lichtjahre von der Milchstraße entfernt und hat einen Durchmesser von etwa 45.000 Lichtjahren.
Das Objekt wurde am 9. März 1893 vom französischen Astronomen Stéphane Javelle entdeckt.